# OVH
OVH，全名OVH Groupe SAS，法国雲端運算公司，提供有VPS、专有服务器及其他Web服务。OVH拥有一个全球面积最大的数据中心。它是欧洲最大的互联网托管服务提供商 ，也是全球第三大基于物理服务器的托管服务提供商。该公司由Klaba家族于1999年成立，总部位于法国鲁贝。OVH是按法國法律成立的简化股份制公司。

## 历史与成长
Octave Klaba于1999年11月在三个家庭成员（Henry，Haline和Miroslaw）的帮助下成立。
2016年10月，OVH据报筹集了2.5亿美元以进一步扩大国际业务。该轮融资使OVH的估值超10亿美元。据报道，OVH在2016财年的收入为3.2亿欧元。 OVH于2018年宣布自2021年开始将投资增加三倍的五年计划。
2017年6月，OVH 通过债务融资再次募集了4亿欧元资金，本轮由 JP Morgan Chase 领投，CIC Nord Ouest和Banque Commerciale du Marché Nord Europe跟投。
截至2018年，OVH已在19个国家/地区拥有27个数据中心，托管30万台服务器。该公司在许多欧洲国家以及北美洲、非洲和新加坡提供本地化服务，如客户服务办公室。截至2019年，OVH是世界上最大的云计算提供商之一，拥有超过一百万客户，且是世界上最大的OpenStack部署之一。
OVH也以其提供的电子邮箱托管服务闻名。

### 合作伙伴
OVH是免费TLS加密服务Let's Encrypt的赞助者 ，OVH的硬件供应商为美超微電腦（Super Micro Computer）。

### 事件
2021年3月，OVH在法国斯特拉斯堡的数据中心燃起大火。SBG2机房被宣布完全被毁，早期报告表示SBG1也受到损害，斯特拉斯堡内四个区域的服务均因此中断，据估计这可能使全球上百万网站受到了影响。OVH公司首席执行官Octave Klaba在Twitter上确认SBG1部分受损，SBG3和SBG4未受损害，但后两者区域的服务器也暂时处于离线状态，有待恢复电力供应和连接。没有人员伤亡的报告。

## 争议

### 维基解密
2010年12月，法国《Gizmodo》网志披露，维基解密在亚马逊公司拒绝托管后选择OVH作为新的托管服务提供商。  12月3日，不断增长的争议促使法国工业部长埃里克·贝森（Eric Besson）询问在法国禁止此类托管的法律举措，未获成功。2010年12月6日，一位法官裁定OVH无需停止托管维基解密。该案以需要进行对抗性听证的理由被驳回。

### 信息泄露和漏洞
2019年1月，《WebsitePlanet》杂志披露了一些全球大型托管公司客户端中的漏洞，包括Bluehost、DreamHost、HostGator、iPage和OVH。

## 环境影响
OVH于2003年开始在其数据中心整合创新型液冷。
OVH在很大程度上依赖核电，尤其是其Gravelines数据中心以紧靠Gravelines核电站闻名。 
2021年1月，OVH与其他行业参与者加入了气候中和数据中心条约，该条约承诺在2030年之前实现数据中心的气候中和。